# Dlhá Ves
Dlhá Ves (hongrois : Hosszúszó) est un village de Slovaquie situé dans la région de Košice.

## Histoire
La première mention écrite du village date de 1332.
La localité fut annexée par la Hongrie après le premier arbitrage de Vienne le 2 novembre 1938. En 1938, on comptait 599 habitants. Elle faisait partie du district de Tornaľa (hongrois : Tornaljai járás). Le nom de la localité avant la Seconde Guerre mondiale était Hosúsovo. Durant la période 1938 - 1945, le nom hongrois Gömörhosszúszó était d'usage. À la libération, la commune a été réintégrée dans la Tchécoslovaquie reconstituée.

## Démographie

### Évolution de la population
| Année:               | 1994. | 2004.   | 2014.   | 2024.   |
| -------------------- | ----- | ------- | ------- | ------- |
| Nombre de personnes: | 660   | 598     | 564     | 527     |
| Différence:          |       | -9,39 % | -5,68 % | -6,56 % |

| Année:               | 2023. | 2024.   |
| -------------------- | ----- | ------- |
| Nombre de personnes: | 515   | 527     |
| Différence:          |       | +2,33 % |